# Jung Sung-ryong
Jung Sung-ryong (정성룡?, 鄭成龍?; Gwangju, 4 gennaio 1985) è un calciatore sudcoreano, portiere del Kawasaki Frontale.
In Giappone, dove si è guadagnato molta popolarità, viene soprannominato "Dio".

## Caratteristiche tecniche
È ritenuto uno dei migliori portieri della Corea del Sud, molto sicuro durante il gioco, sia rimanendo in mezzo ai pali che nelle sue uscite. Dotato di buoni riflessi, si è rivelato perfettamente in grado di parare sia i tiri a ravvicinati che quelli a lunga distanza. Le sue abilità gli valgono la capacità di parare i tiri piazzati, sia i calci di punizione che quelli di rigore.

## Carriera

### Club

#### Pohang Steelers
La sua carriera come professionista inizia nel club del Pohang Steelers, firmando il contratto con la squadra nel 2003, nei primi tre anni è stato in panchina con un ruolo inattivo, infatti il suo debutto arriverà solo nella stagione 2006, nella sua prima partita la squadra perderà contro il Gyeongnam per 1-0. Nonostante tutto, per merito delle sue buone prestazioni, Jung Sung-ryong si guadagnerà sempre più popolarità. La gloria per lui arriverà nella stagione successiva, nel 2007, contendendosi il ruolo di primo portiere con Kwon Jung-hyuk e Shin Hwa-yong, saltando alcune partite per via dei suoi impegni nelle competizioni internazionali, comunque giocherà in porta sia nella partita d'andata vinta per 3-1 che in quella di ritorno imponendosi per 1-0 contro il Seongnam Ilhwa Chunma nella finale che vedrà il Pohang Steelers vincere la K-League.

#### Seongnam Ilhwa Chunma
Nel febbraio 2008 si trasferisce nella squadra del Seongnam Ilhwa Chunma facendo il suo debutto contro il Gwangju Sangmu nella partita che finirà in pareggio per 1-1. Nella stagione 2009 Jung Sung-ryong e la sua squadra raggiungono la finale della K-League dove perderanno contro il Jeonbuk Hyundai Motors per 3-1. Otterrà per la prima volta il titolo continentale, vincendo nel 2010 la AFC Champions League riuscendo a battere in finale la squadra iraniana del Zob Ahan per 3-1, accedendo così al Mondiale per Club, dove accederanno alla semifinale battendo per 4-1 l'Al-Wahda, perdendo però per 3-0 contro l'Inter, non ottenendo nemmeno il terzo posto perdendo ai rigori per 4-2 contro il Pachuca dopo aver pareggiato fino ai tempi supplementari per 2-2.

#### Suwon Samsung Bluewings
A partire dal 2011 Jung Sung-ryong milita per il Suwon Samsung Bluewings, dove fa il suo esordio nella partita contro il club australiano del Sydney che finirà con un pareggio per 0-0 nell'edizione 2011 dell'AFC Champions League. Il portiere giocherà nella squadra per quattro stagioni fino al 2015 generalmente con buone prestazioni ma senza conquistare risultati brillanti.

#### Kawasaki Frontale
Nel 2016 si trasferisce in Giappone entrando nella squadra del Kawasaki Frontale, fa il suo esordio nella partita vinta contro il Sanfrecce Hiroshima per 1-0. Anche per merito delle sue buone prestazioni il Kawasaki Frontale vince per due volte di seguito le edizioni 2017 e 2018 della J1 League. Inoltre nel 2019 gioca come portiere titolare nella partita di supercoppa giapponese vinta contro l'Urawa Red Diamonds per 1-0 e anche nella finale della Coppa del Giappone contro il Consadole Sapporo che si concluderà sul 3-3 alla fine dei tempi supplementari e che il Kawasaki Frontale vincerà ai rigori per 5-4 dove Jung Sung-ryong consegnerà la vittoria alla sua squadra parando i tiri dal dischetto di Naoki Ishikawa e Ryosuke Shindo. Otterrà per la terza volta la vittoria del campionato giapponese, nell'edizione 2020. Invece nell'edizione successiva, partendo come portiere titolare, è stato costretto a lasciare il posto a Kenta Tanno in alcune partite per via di una frattura al processo trasverso della seconda e della terza vertebra lombare.

### Nazionale
Fece il suo debutto nel 2007 nella sua Nazionale Under-23 contro lo Yemen nella partita che la Corea del Sud vinse per 1-0. Segnò nel 2008 un gol direttamente dal rinvio, scavalcando il portiere avversario nella partita amichevole vinta contro la Costa d'Avorio per 2-1, facendo di lui il primo portiere della sua nazione a segnare in una partita di nazionale. Stabilì un record che venne battuto da Tim Howard nel 2012, allora portiere dell'Everton.
Debuttò nella nazionale maggiore nel 2008 in una partita amichevole contro il Cile dove subì una rete, la Corea del Sud perse la partita per 1-0. Successivamente, durante le qualificazioni ai mondiali 2010 ha disputato una partita contro il Turkmenistan vinta per 4-0. Ottiene il posto di primo portiere dopo il ritiro di Lee Woon-jae, nel 2010 gioca varie amichevoli, una vinta per 1-0 contro la Lettonia, e altre due vinte per 2-0 contro il Giappone e l'Ecuador. Viene convocato per il Mondiale in Sudafrica, giocando in tutte e quattro le partite, riuscendo a difendere bene la porta nella vittoria per 2-0 contro la Grecia, ma subendo quattro reti nella sconfitta contro l'Argentina per 4-1. Subisce un rigore da parte di Yakubu Aiyegbeni che permetterà alla Nigeria di pareggiare per 2-2, comunque la Corea del Sud si qualificherà ugualmente agli ottavi di finale venendo però eliminati dall'Uruguay, infatti Jung Sung-ryong si farà segnare una doppietta da Luis Suárez e la squadra perderà per 2-1.
Viene selezionato per giocare nella Coppa d'Asia 2011 giocando tutte le partite, subendo solo tre reti la squadra sudcoreana accederà alla semifinale contro il Giappone (la vincitrice del torneo) che si concluderà per 2-2 fino alla fine dei tempi supplementari, la squadra della Corea del Sud purtroppo non riuscirà a mettere a segno nemmeno un rigore, di conseguenza le tre reti subite da Jung Sung-ryong ne decreteranno la sconfitta per 3-0. Nella partita per il terzo posto contro l'Uzbekistan, Jung Sung-ryong si farà segnare per ben due volte da Aleksandr Geynrih, nonostante tutto la Corea del Sud vincerà per 3-2.
Durante i Giochi Olimpici di Londra viene convocato come fuori quota nella nazionale olimpica nel 2012, sarà decisivo nella partita vinta contro la Gran Bretagna ai quarti di finale che si deciderà ai rigori, dopo un pareggio di 1-1; Jung Sung-ryong parerà il quinto e ultimo rigore della squadra avversaria calciato da Daniel Sturridge, vincendo per 5-4 qualificandosi per la semifinale persa contro il Brasile per 3-0. La Corea del Sud otterrà comunque la sua prima storica medaglia di bronzo alle olimpiadi imponendosi contro il Giappone, Jung Sung-ryong ha fatto sì che la porta della sua nazionale rimanesse inviolata per tutta la partita, vinta per 2-0.
Otterrà la convocazione per i Mondiali in Brasile dove Jung Sung-ryong sarà protagonista da una deludente prestazione, subendo cinque reti in due partite, nel pareggio per 1-1 contro la Russia e nella sconfitta per 4-2 contro l'Algeria, tanto da venire sostituito con Kim Seung-gyu nella partita decisiva contro il Belgio che comunque verrà persa per 1-0, e la Corea del Sud verrà eliminata dal mondiale.

## Statistiche

### Presenze e reti nei club
Statistiche aggiornate al 9 dicembre 2023.
| Stagione                 | Club                     | Campionato               | Campionato | Campionato | Coppe nazionali | Coppe nazionali | Coppe nazionali | Coppe continentali | Coppe continentali | Coppe continentali | Altre coppe | Altre coppe | Altre coppe | Totale | Totale |
| Stagione                 | Club                     | Comp                     | Pres       | Reti       | Comp            | Pres            | Reti            | Comp               | Pres               | Reti               | Comp        | Pres        | Reti        | Pres   | Reti   |
| ------------------------ | ------------------------ | ------------------------ | ---------- | ---------- | --------------- | --------------- | --------------- | ------------------ | ------------------ | ------------------ | ----------- | ----------- | ----------- | ------ | ------ |
| 2003                     | Pohang Steelers          | KL1                      | 0          | 0          | CCS+CdL         | 0               | 0               | -                  | -                  | -                  | -           | -           | -           | 0      | 0      |
| 2004                     | Pohang Steelers          | KL1                      | 0          | 0          | CCS+CdL         | 0               | 0               | -                  | -                  | -                  | -           | -           | -           | 0      | 0      |
| 2005                     | Pohang Steelers          | KL1                      | 0          | 0          | CCS+CdL         | 0               | 0               | -                  | -                  | -                  | -           | -           | -           | 0      | 0      |
| 2006                     | Pohang Steelers          | KL1                      | 14+1       | -9 + -1    | CCS+CdL         | 1+11            | -3 + -17        | -                  | -                  | -                  | -           | -           | -           | 27     | -30    |
| 2007                     | Pohang Steelers          | KL1                      | 9+5        | -12 + -3   | CCS+CdL         | 3+2             | -7 + -3         | -                  | -                  | -                  | -           | -           | -           | 19     | -25    |
| Totale Pohang Steelers   | Totale Pohang Steelers   | Totale Pohang Steelers   | 29         | -25        |                 | 17              | -30             |                    | -                  | -                  |             | -           | -           | 46     | -55    |
| 2008                     | S. Ilhwa Chunma          | KL1                      | 26+1       | -21 + -2   | CCS+CdL         | 2+7             | -1 + -6         | -                  | -                  | -                  | -           | -           | -           | 36     | -30    |
| 2009                     | S. Ilhwa Chunma          | KL1                      | 24+5       | -31 + -4   | CCS+CdL         | 2+7             | -1 + -5         | -                  | -                  | -                  | -           | -           | -           | 38     | -41    |
| 2010                     | S. Ilhwa Chunma          | KL1                      | 28+2       | -26 + -2   | CCS+CdL         | 3+0             | -2+0            | ACL                | 12                 | -14                | Cmc         | 3           | -8          | 48     | -52    |
| Totale S. Ilhwa Chunma   | Totale S. Ilhwa Chunma   | Totale S. Ilhwa Chunma   | 86         | -86        |                 | 21              | -15             |                    | 12                 | -14                |             | 3           | -8          | 122    | -123   |
| 2011                     | Suwon Bluewings          | KL1                      | 28+2       | -31 + -1   | CCS+CdL         | 5+1             | -4+0            | ACL                | 10                 | -6                 | -           | -           | -           | 46     | -42    |
| 2012                     | Suwon Bluewings          | KL1                      | 19+14      | -23 + -15  | CCS             | 2               | -2              | -                  | -                  | -                  | -           | -           | -           | 35     | -40    |
| 2013                     | Suwon Bluewings          | KL1                      | 24+10      | -28 + -13  | CCS             | 2               | -2              | ACL                | 5                  | -3                 | -           | -           | -           | 41     | -46    |
| 2014                     | Suwon Bluewings          | KL1                      | 31+3       | -31 + -2   | CCS             | 1               | 0               | -                  | -                  | -                  | -           | -           | -           | 35     | -33    |
| 2015                     | Suwon Bluewings          | KL1                      | 17+5       | -16 + -7   | CCS             | 1               | -3              | ACL                | 3                  | -5                 | -           | -           | -           | 26     | -31    |
| Totale Suwon Bluewings   | Totale Suwon Bluewings   | Totale Suwon Bluewings   | 153        | -167       |                 | 12              | -11             |                    | 18                 | -14                |             | -           | -           | 183    | -192   |
| 2016                     | Kawasaki Frontale        | J1                       | 29+1       | -31 + -1   | CG+CdL          | 4+2             | -6 + -2         | -                  | -                  | -                  | -           | -           | -           | 36     | -40    |
| 2017                     | Kawasaki Frontale        | J1                       | 33         | -29        | CG+CdL          | 0+4             | 0 + -7          | ACL                | 9                  | -9                 | -           | -           | -           | 46     | -45    |
| 2018                     | Kawasaki Frontale        | J1                       | 31         | -24        | CG+CdL          | 2+0             | -4+0            | ACL                | 4                  | -5                 | SG          | 1           | -3          | 38     | -36    |
| 2019                     | Kawasaki Frontale        | J1                       | 27         | -29        | CG+CdL          | 1+0             | -3+0            | ACL                | 6                  | -6                 | SG          | 1           | 0           | 35     | -38    |
| 2020                     | Kawasaki Frontale        | J1                       | 34         | -31        | CG+CdL          | 2+4             | 0 + -5          | -                  | -                  | -                  | -           | -           | -           | 40     | -36    |
| 2021                     | Kawasaki Frontale        | J1                       | 33         | -23        | CG+CdL          | 5+2             | -5 + -4         | ACL                | 6                  | -3                 | SG          | 1           | -2          | 47     | -37    |
| 2022                     | Kawasaki Frontale        | J1                       | 31         | -36        | CG+CdL          | 1+2             | -1 + -3         | ACL                | 6                  | -4                 | SG          | 1           | -2          | 41     | -46    |
| 2023                     | Kawasaki Frontale        | J1                       | 22         | -33        | CG+CdL          | 5+1             | -5 + -2         | ACL                | 5                  | -4                 | -           | -           | -           | 33     | -44    |
| Totale Kawasaki Frontale | Totale Kawasaki Frontale | Totale Kawasaki Frontale | 241        | -237       |                 | 35              | -47             |                    | 36                 | -31                |             | 4           | -7          | 316    | -322   |
| Totale carriera          | Totale carriera          | Totale carriera          | 509        | -515       |                 | 85              | -103            |                    | 66                 | -59                |             | 7           | -15         | 667    | -692   |

## Palmarès

### Club

#### Competizioni nazionali
- Campionato sudcoreano: 1

Pohang Steelers: 2007
- Campionato giapponese: 4

Kawasaki Frontale: 2017, 2018, 2020, 2021
- Supercoppa del Giappone: 3

Kawasaki Frontale: 2019, 2021, 2024
- Coppa J. League: 1

Kawasaki Frontale: 2019
- Coppa dell'Imperatore: 2

Kawasaki Frontale: 2020, 2023

#### Competizioni internazionali
- AFC Champions League: 1

Seongnam Ilhwa Chunma: 2010

### Nazionale
- Coppa dell'Asia orientale: 1

2008
- Bronzo olimpico: 1

Londra 2012

### Individuale
- Squadra del campionato giapponese: 2

2018, 2020